# Jonathan Martin (pyromane)
Jonathan Martin né en 1782 et mort le 3 juin 1838 est un prédicateur, dessinateur et pyromane anglais, célèbre pour avoir incendié la cathédrale d'York en 1829. 

## Jeunesse
Jonathan Martin est né à Highside House, près de Hexham, dans le Northumberland. Il est l'un des douze enfants de William Fenwick Martin et d'Isabella, née Thompson. Parmi ses frères et sœurs figurent l'artiste John Martin et le philosophe William Martin (en). Jonathan souffrait d'ankyloglossie et parlait difficilement. Il est élevé par sa tante, Ann Thompson, une protestante convaincue, qui lui enseigne une image forte de l'enfer. 
Après avoir été témoin du meurtre de sa sœur par un voisin, il est envoyé à la ferme de son oncle pour se remettre du traumatisme. Il devient apprenti chez un tanneur, puis est enrôlé de force dans la Marine, à Londres, en 1804. Il sert dans le navire HMS Hercule de la Royal Navy pendant six ans ; il est notamment présent lors de la bataille de Copenhague en 1807. Il est connu parmi ses camarades pour ses obsessions religieuses. 
Il quitte la Marine lorsque son navire est démantelé en 1810 pour revenir à Norton, dans le comté de Durham, où il se marie et où son fils Richard est né en 1814. Après la mort de ses parents, il devient un prédicateur wesleyen en 1814, et il critique fermement l'Église anglicane. Il acquiert alors la réputation de perturbateur de services religieux. 
Après avoir menacé de tirer sur l'évêque d'Oxford, Edward Legge lors d'un service de confirmation à Stockton en 1817, il est arrêté, jugé et envoyé dans un asile d'aliénés privé situé à West Auckland. Il est ensuite transféré dans l'asile public de Gateshead. Il s'en échappe en juin 1820, mais il est rapidement repris. 
Son épouse meurt d'un cancer du sein en 1821 et il s'échappe de l'asile pour la deuxième fois . Il trouve un travail de tanneur et recommence ses activités de prédicateur. L'église wesleyenne refuse de le reprendre, et il est refoulé par les méthodistes primitifs. Il publie son autobiographie à Lincoln en 1826  — elle connaîtra des éditions ultérieures en 1828, 1829 et 1830 — et il gagne sa vie en vendant son livre.

## Incendie volontaire
Il se remarie à Boston dans le Lincolnshire en 1828 avec Maria Hudson. Le couple s'installe à York. 
Un an plus tard, Jonathan Martin connaît une autre phase de dépression mentale. Le 1er février 1829, il se  sent énervé par un bourdonnement de l'orgue alors qu'il assiste à un concert à la cathédrale d'York. Il se cache dans le bâtiment, puis allume une lampe dans le clocher. Le gardien de la cathédrale étant rentré chez lui après son travail, la lumière est ignorée par les gens qui la remarquent. Plus tard dans la nuit, il met le feu aux boiseries du chœur avant de s’échapper par une fenêtre. On voit de la fumée sortir du bâtiment à 2 heures du matin le 2 février et l'incendie fait rage à l'orgue et au chœur à 8 heures. Il est maîtrisé l'après-midi et éteint le 3 février, date à laquelle l'ampleur des dégâts devient évidente. Une section du toit de l’allée centrale d’environ 40 m de long a été détruite, en même temps qu’une grande partie des boiseries intérieures, l’orgue, le chœur médiéval, le trône de l’évêque et la chaire. La cause — un incendie criminel — est rapidement claire, et le coupable est identifié grâce aux pancartes de menaces que Martin avait laissées sur les balustrades de la cathédrale les jours précédents, avec ses initiales et son adresse. 
Martin est capturé près de Hexham le 6 février. Il est jugé au château d'York en mars 1829, par le baron Hullock et un jury. L’affaire devient célèbre dans tout le pays car elle se déroule à peine deux mois après les procès de Burke et Hare à Édimbourg. Martin est défendu par Henry Brougham, qui avait acquis une certaine notoriété pour avoir défendu la reine Caroline en 1821. Bien que le jury ait décidé qu'il était coupable d'un crime grave, ce qui aurait dû mener à une condamnation à mort, le juge le déclare non coupable pour cause d'aliénation mentale. Il est détenu à l'hôpital royal de Bethlem où il reste jusqu'à sa mort, neuf ans plus tard. Au cours de sa détention, il réalise de nombreux dessins, notamment des autoportraits et une image apocalyptique de la destruction de Londres. 

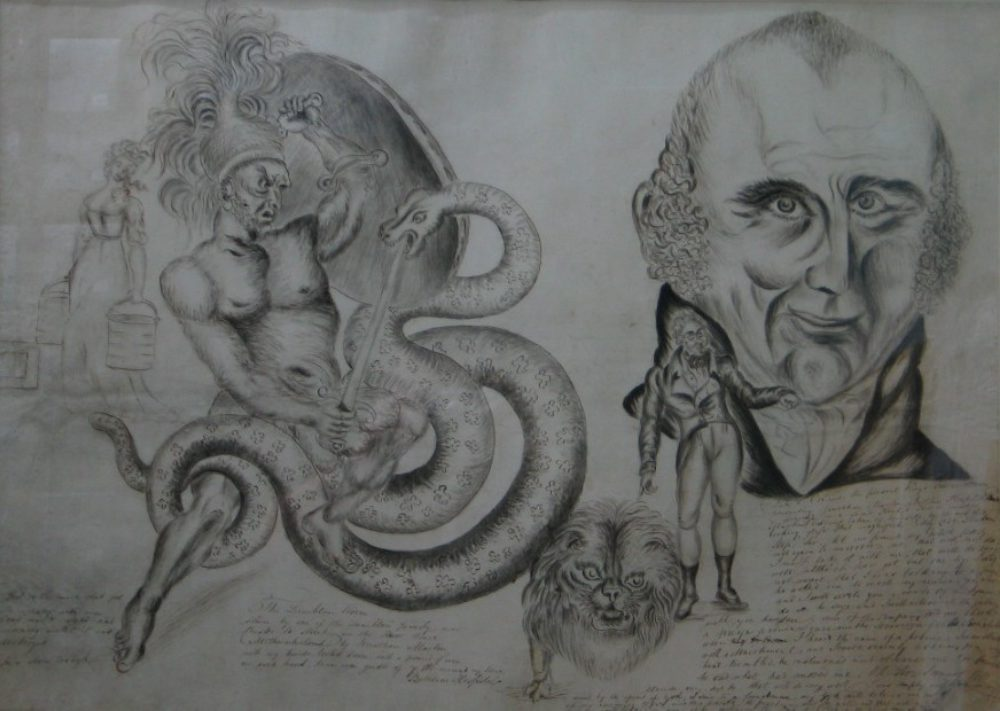
Jonathan Martin, Le Ver de Lambton et autoportrait, localisation inconnue.

Son fils, Richard, de son premier mariage, est élevé par le frère de Jonathan, John. Il se suicide en septembre 1838, trois mois après le décès de son père. 
Le professeur Herschel Prins a décrit Jonathan Martin comme « probablement l'exemple le plus connu de pyromane maniaco-dépressif ».